# Солунска българска девическа гимназия
Солунската българска девическа гимназия „Свето Благовещение“ е първата българска девическа гимназия в Македония. Гимназията е основана през есента на 1880 година в град Солун, където съществува до 1913 година. Гимназията се поддържа от Българската екзархия и от Солунската българска община.

## История
В 1880 година девическата гимназия стартира с първи клас и една учителка. Всъщност гимназията се открива с един подготвителен клас, а в следващата година и с първи клас. В същата 1881 година девическата гимназия се именува „Благовещение“. За първа учителка е поканена дъщерята на Димитър Миладинов – Царевна Миладинова, която по това време работи като учителка в Свищов. Кузман Шапкарев е определен за главен учител на мъжката и девическата гимназия. Първоначално срокът на обучение е 4 години, от 1886 – 1887 година – 5, от 1890 – 1891 – 6, а от 1907 – 1908 година – 7 години. В началото на 1881 – 1882 се известява за откриване на втори клас в девическата гимназия с окръжно до общините в Македония, като изискванията са учениците да са здрави, с училищно удостоверение за добър успех и с минимална възраст от 14 години. В 1885 – 1886 гимназията излъчва първия си випуск, от който се дипломират 6 ученички, завършили IV клас и с учителски персонал – Царевна Миладинова, Евгения Димиева (братовчедка на Стефан Стамболов), Елена Стателова, Камелия Сплитек и Анна Тръпчева. Към гимназията функционира пансион, в който през учебната 1888 – 1889 година са настанени 66 ученички.
В гимназията преподават учители от Солунската българска мъжка гимназия, както и Царевна Миладинова, Хрисанта Настева, Е. Димитрова и други. В гимназията се преподава по същия учебен план като в мъжката гимназия. От 1904 година тя се премества в отделна сграда. Михаил Сарафов има големи заслуги за сдобиването на гимназията с тази сграда като се свързва с Евлоги Георгиев и успява да го убеди да купи и да подари на Солунската община триетажно и светло помещение до мъжката гимназия. От 1905 – 1906 година се изучава и шивачество. Сред директорите на гимназията са Георги Кандиларов, Марин Пундев, Христо Батанджиев, Михаил Сарафов (1895 – 1896), Йордан Николов (1910 – 1911).
Гимназията до закриването си от новите гръцки власти в 1913 година подготвя 22 випуска с общо 647 възпитанички. Впоследствие девическата заедно с мъжката гимназията се сливат в едно учебно заведение, под името „Струмишка смесена гимназия“. След 1913 година тя се мести последователно в градовете Струмица, Щип, пак Струмица, Петрич. През 1920 година се установява окончателно в град Горна Джумая (днес Благоевград) в Пиринска Македония, България, където съществува и до днес под името Национална хуманитарна гимназия „Св. св. Кирил и Методий“.
Голяма част от архива на девическата гимназия се съхранява в Националната библиотека на Гърция в Атина.

## Директори
| Списък на директорите на Солунската българска девическа гимназия | Списък на директорите на Солунската българска девическа гимназия | Списък на директорите на Солунската българска девическа гимназия |
| Име                                                              | Период                                                           | Общо години                                                      |
| ---------------------------------------------------------------- | ---------------------------------------------------------------- | ---------------------------------------------------------------- |
| 1. Царевна Попалексиева                                          | 1883/1884                                                        | 1                                                                |
| 2. Георги Кандиларов                                             | 1884/1885                                                        | 1                                                                |
| 3. Константин Стателов                                           | 1885/1886                                                        | 1                                                                |
| 4. Елисавета Кондратиева                                         | 1886/1887 до 1888/1889                                           | 3                                                                |
| 5. Христо Батанджиев                                             | 1889/1890                                                        | 1                                                                |
| 6. Марин Пундев                                                  | 1890/1891 до 1893/1894                                           | 4                                                                |
| 7. Йордан Хаджипетров                                            | 1894/1895                                                        | 1                                                                |
| 8. Михаил Сарафов                                                | 1895/1896                                                        | 1                                                                |
| 9. Анастас Наумов                                                | 1896/1897                                                        | 1                                                                |
| 10. Георги Пенев                                                 | 1897/1898 и 1898/1899                                            | 2                                                                |
| 11. Антон Попстоилов                                             | 1899/1900 и 1900/1901                                            | 2                                                                |
| 12. Благой Десковски                                             | 1901/1902                                                        | 1                                                                |
| 13. Тодор К. Танев                                               | 1902/1903 до 1909/1910                                           | 8                                                                |
| 14. Йордан Николов                                               | 1910/1911                                                        | 1                                                                |
| 15. Благой Калейчев                                              | 1911/1912                                                        | 1                                                                |
| 16. Йордан Бомболов                                              | 1912/1913                                                        | 1                                                                |